# Hán Ai Đế
Hán Ai Đế (chữ Hán: 漢哀帝; 26 TCN – 1 TCN) tên thật là Lưu Hân (劉欣) là vị Hoàng đế thứ 13 của nhà Hán trong lịch sử Trung Quốc. Ông ở ngôi từ năm 7 TCN đến năm 1 TCN.

## Thân thế
Lưu Hân là con của Định Đào Cung vương Lưu Khang, con trai Hán Nguyên đế, hoàng đế thứ 10 của nhà Hán - em ruột của Hán Thành Đế, hoàng đế thứ 11 của nhà Hán, tức là cháu gọi Thành Đế bằng bác. Mẹ ông là Đinh cơ. Do Hán Thành Đế không có con trai nên khi Lưu Hân mới 3 tuổi đã được cho vào cung, lập làm thái tử.
Năm 24 TCN, cha Lưu Hân là Lưu Khang qua đời, ông được lên kế tục làm Định Đào vương khi mới ba tuổi.
Năm 20 TCN, Lưu Hân cùng chú là Trung Sơn vương Lưu Hưng đến triều kiến Hán Thành đế. Lưu Hân tuân theo tông pháp đưa phó tướng, trung úy. Hán Thành đế hài lòng cho ông là kỳ tài, cộng thêm bà nội của ông là Định Đào vương thái hậu Phó thị có quan hệ tốt với Chiêu nghi Triệu Hợp Đức nên Hợp Đức xin Thành đế lập Lưu Hân làm thái tử. Thành đế vốn sủng ái Triệu Chiêu nghi nên nghe theo, phong người tôn thất khác là Sở Hiếu vương lên thay làm Định Đào vương, rồi giữ ông lại lập làm Hoàng thái tử.

## Cai trị
Năm 7 TCN Thành Đế qua đời, tháng 4 năm đó, Lưu Hân được Hoàng thái hậu Vương Chính Quân lập lên ngôi tức là Hán Ai Đế. Khi đó ông 19 tuổi.
Ai đế tôn Vương thái hậu làm Thái hoàng thái hậu nương nương, tôn hoàng hậu của Thành đế là Triệu Phi Yến làm Hoàng thái hậu nương nương, tôn mẹ là Đinh cơ làm Cung hoàng hậu.
Giống như Thành Đế, Hán Ai Đế được đánh giá là hôn quân trong lịch sử Trung Quốc. Triều đình Tây Hán đang suy sụp, Ai Đế chỉ ham tửu sắc không màng chính sự. Đặc biệt, ông còn sủng ái một nam cận thần tên là Đổng Hiền.
Thấy tình hình nghiêm trọng, Bào Tuyên dâng sớ lên Ai Đế nói rằng nhân dân đang gặp phải họa "bảy cái mất và bảy cái chết". Bảy cái mất là:
1. Lụt lội
2. Hạn hán mất mùa
3. Thuế khóa nặng nề
4. Lao dịch tăng
5. Tham quan ô lại, cường hào nhiều
6. Giặc cướp
7. Quân địch quấy nhiễu

Bảy cái chết là:
1. Quan lại tàn bạo giết dân
2. Cai ngục giết phạm nhân
3. Cường hào giết người vô tội
4. Giặc cướp giết người lấy của
5. Dân thù hận giết nhau
6. Dân đói mà chết
7. Bệnh tật chết nhiều người

Hán Ai Đế bỏ ngoài tai kiến nghị của Bào Tuyên, đày Tuyên đi làm lính thú.

## Qua đời
Năm 1 TCN, Hán Ai Đế vì tửu sắc quá độ nên qua đời khi mới 24 tuổi, ở ngôi được 6 năm, được truy thụy hiệu là Hán Hiếu Ai hoàng đế táng tại Nghĩa Lăng. Trong thời gian ở ngôi, ông dùng 3 niên hiệu:
- Tuy Hòa (7 TCN) [3]
- Kiến Bình (6 TCN - 3 TCN).
- Nguyên Thọ (2 TCN - 1 TCN).

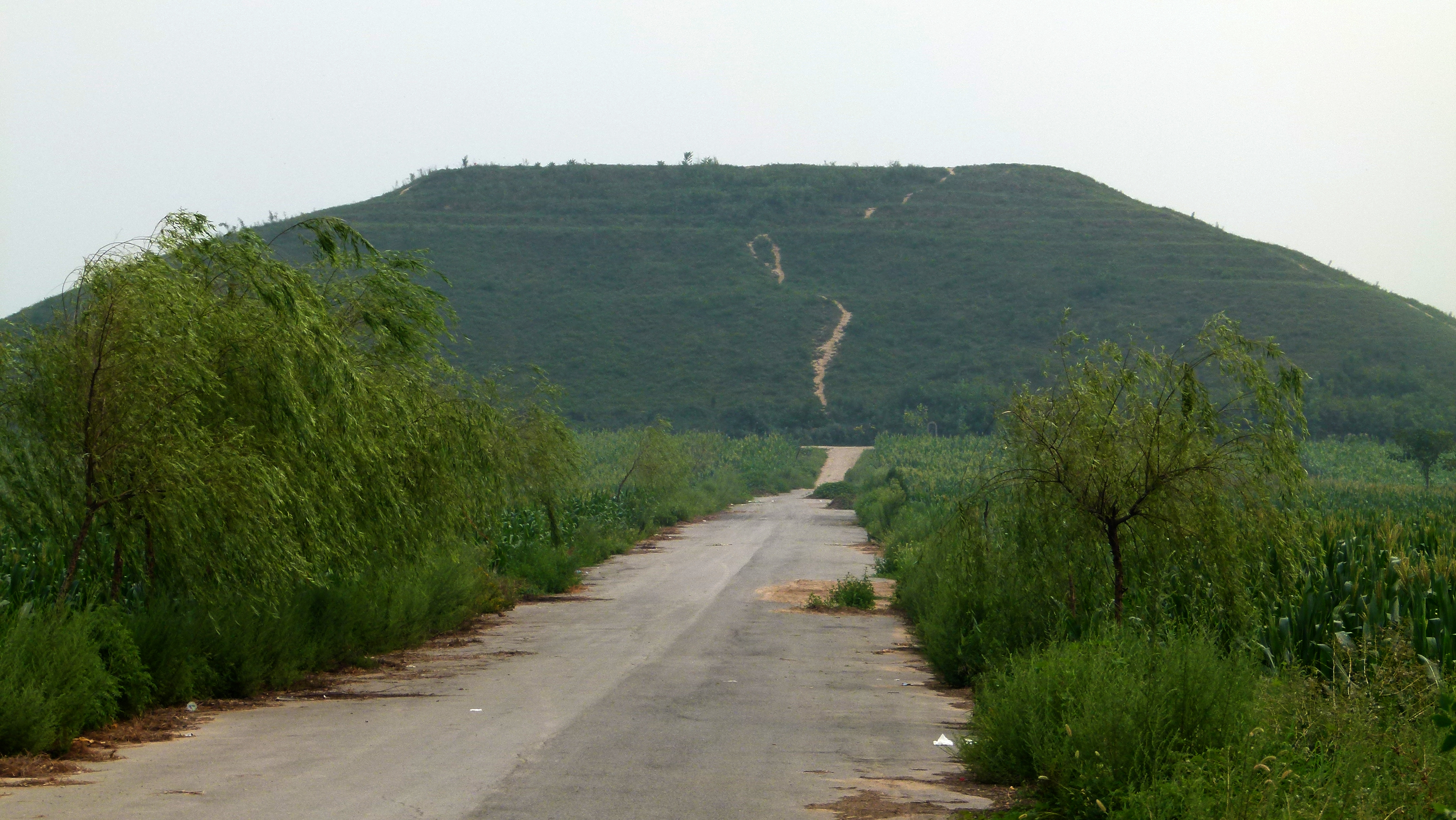
Nghĩa Lăng ngày nay.

Trước khi Ai Đế lên ngôi, họ Vương nắm quyền chi phối triều đình. Khi Ai Đế được lập, các ngoại thích mới nhà Ai Đế gồm họ Phó, họ Phó nổi lên tranh chấp quyền lực khiến họ Vương phải rút đi. Nhưng lúc Ai Đế qua đời, họ Vương nhanh chóng đoạt lại quyền hành.
Ai Đế chết không có con nối dõi, Vương Mãng cho lập con của Trung Sơn Hiếu vương Lưu Hưng là Lưu Khản lên ngôi, là Hán Bình Đế.

## Gia đình
- Tổ phụ: Hán Nguyên Đế Lưu Thích
- Tổ mẫu: Cung hoàng thái hậu Phó thị
- Sinh phụ: Cung hoàng Lưu Khang
- Sinh mẫu: Cung hoàng hậu Đinh thị
- Hậu phi:

1. Hiếu Ai hoàng hậu Phó thị, cháu họ của Cung hoàng thái hậu Phó thị.
2. Chiêu nghi Đổng thị (? - 1), em gái của sủng thần Đổng Hiền.